# Трите стрехи
„Трите стрехи“ (на английски: The Adventure of the Three Gables) е разказ на писателя Артър Конан Дойл за известния детектив Шерлок Холмс. Включен е в сборника с разкази „Архив на Шерлок Холмс“ (The Case-Book of Sherlock Holmes), за първи път публикувани в списание „Странд“ в периода октомври 1921 – април 1927 г.

## Сюжет
Внимание:  Текстът по-долу разкрива сюжета на произведението (или части от него)!
Към Шерлок Холмс за помощ се обръща госпожа Мери Мабърли. Веднага след като той получава писмо от нея, в квартирата му връхлита бандитът Стив Дикси и заплашва Холмс да не се занимава със случая. Резкият отговор на Холмс, който знае уличаващи факти за Дикси, обезпокоява бандита и той признава, че е изпратен от още по-опасния престъпник Барни Стокдейл.
Непоколебими въпреки заплахите, Холмс и Уотсън отиват на среща с госпожа Мабърли, която им разказва за странно предложение, което е получила известно време след смъртта на сина си, дипломата Дъглас Мабърли. Агент по покупко-продажба на имоти е информирал госпожа Мабърли, че негов клиент желае да закупи нейната къща – „Трите стрехи“, но заедно с всички вещи, които са в нея, с изключение на личните дрехи и бижута. Госпожа Мабърли е отхвърлила предложението. По време на разговора Холмс залавя прислужницата на госпожа Мабърли, Сюзан, да подслушва зад вратата. В последвалия разговор Холмс успява да разбере, че прислужницата е наета от много богата жена, а Сюзан демонстративно напуска. Холмс се досеща, че за купувача не е важно жилището, а нещата на сина на госпожа Мабърли, които след смъртта му са пристигнали от Италия и се съхраняват в къщата. Холмс предлага на госпожа Мабърли да прегледа куфарите на Дъглас и да го информира за съдържанието им на следващия ден. Когато Холмс и Уотсън излизат от госпожа Мабърли, те се сблъскват с вече известния им бандит Стив Дикси, който наблюдава къщата. Той изявява желание да съдейства на Холмс, но не знае по чия поръчка действа прекият му шеф Барни Стокдейл.
През нощта престъпници нападат „Трите стрехи“ и отмъкват всички неща на покойния Дъглас Мабърли. Останала е само страница от някакъв ръкопис. Съдейки по текста, става дума за побой над джентълмен, който явно е поръчан от негова бивша възлюбена. Холмс предлага на Уотсън да отидат до известната светска красавица Исидора Клайн. Първоначално разговорът не върви, но когато Холмс намеква за намесата на полицията, Исидора решава да разкаже всичко.
Оказва се, че срещайки се в Италия с Клайн, Дъглас Мабърли страстно се влюбва и иска да се ожени за нея, но тя има по-изгодно предложение за брак и отхвърля упоритото му ухажване. Исидора стига дотам, че наема бандити да набият Дъглас точно на прага на дома ѝ. Оскърбеният Дъглас решава да напише автобиография за своите премеждия, с която да представи Исидора пред света като подла и коварна жена. Едно от двете копия на предстоящата си книга Мабърли е изпратил на нея, а другото е в багажа, който е изпратен при майка му в Англия след внезапната му кончина. За да избегне скандал, който би осуетил плановете ѝ за брак, Исидора се опитва да стигне до компрометиращата я книга с опита да закупи къщата на госпожа Мабърли, но след като не успява, отново се възползва от помощта на бандата на Барни Стокдейл и съпругата му – Сюзан. Холмс обещава да запази тайната на Исидора, при условие, че тя помогне на майката на Дъглас да реализира своята мечта да пътува, като закупи на възрастната жена билет за околосветско пътешествие с кораб.